# Desley Ubbink
Desley Petrus Cornelis Ubbink (* 15. června 1993, Roosendaal, Nizozemsko) je nizozemský fotbalový záložník, od ledna 2017 hráč klubu FK AS Trenčín. Hraje na postu ofenzivního záložníka.

## Klubová kariéra
- RJO Willem II/RKC (mládež)
- RKC Waalwijk (mládež)
- RKC Waalwijk 2012–2014
- FK Taraz 2014–2015
- Šachter Karagandy 2015–2016
- FK AS Trenčín 2017– [1]